# Courtisols
Courtisols – miejscowość i gmina we Francji, w regionie Grand Est, w departamencie Marna.
Według danych na rok 1990 gminę zamieszkiwało 2400 osób, a gęstość zaludnienia wynosiła 37 osób/km².